# 本山英世
本山 英世（もとやま ひでよ、1925年8月27日 - 2005年11月22日）は、日本の実業家。キリンビール（現キリンホールディングス）社長・会長や、ビール酒造組合代表理事、全国清涼飲料連合会会長を務めた。通称「キリンの天皇」。勲二等瑞宝章受章。

## 人物
新潟県出身。1950年に旧制東京商科大学（のちの一橋大学）を卒業し、キリンビール入社、一貫して営業畑を歩んだ。1984年同社社長就任。キリン一番搾り生ビールを発売し、ヒットさせるなど、ビール市場でのシェア低下を食い止め、1991年にはシェア50パーセントを達成させた。また腎性貧血治療薬のエスポーを発売するなど、医薬部門を拡大させ、事業多角化を行ったほか、飲料部門をキリンビバレッジとして独立させるなど、組織再編も行った。1999年酒類業の振興に功労があったとして勲二等瑞宝章の叙勲が内定したものの辞退し、2000年受章。同年「一番搾り」で新語・流行語大賞流行語部門・銅賞を受賞した。
社内で絶対的な権力を持ち、社長退任後も院政を敷くなど、「キリンの天皇」と称された。2005年11月22日肺炎のため横浜市の病院で死去、享年80。

## 略歴
- 1925年 新潟県出身
- 1950年 旧制東京商科大学（のちの一橋大学）卒業、麒麟麦酒入社
- 1978年 麒麟麦酒取締役
- 1980年 麒麟麦酒常務
- 1982年 麒麟麦酒専務
- 1984年 麒麟麦酒代表取締役社長
- 1992年 麒麟麦酒代表取締役会長
- 1993年 麒麟麦酒相談役
- 2005年 死去